# بينتورا رودريجيث
فينتورا رودريغيز (بالإسبانية: Ventura Rodríguez)‏ هو مهندس معماري إسباني، ولد في 14 يوليو 1717 في سيمبوزويلوس في إسبانيا، وتوفي في 26 أغسطس 1785 في مدريد في إسبانيا.

## وصلات خارجية
- فينتورا رودريغيز على موقع الموسوعة البريطانية (الإنجليزية)